# フォリス

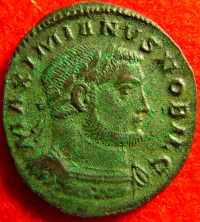
ガレリウス帝のフォリス貨

フォリス (follis) は、古代ローマの通貨の一種であり、東ローマ帝国でも流通した。

## ローマ帝国の硬貨
ローマ帝国時代のフォリス貨は大型の青銅貨で、294年のディオクレティアヌス帝の通貨改革で新たに導入された。当時どう呼ばれていたかは不明である。重量は約4グラムで、4%の銀を表面に薄く塗っていた。follis とは（皮革製の）袋を意味し、古代にも特定の量の硬貨を入れ封印した袋をそのように呼んでいた証拠がある。ディオクレティアヌス帝のフォリス貨は、301年の最高価格の勅令 (en) を守らせるための政策の一環だったが、結局インフレは進行し続けた。コンスタンティヌス1世の時代には、フォリス貨は小さくなり、ほとんど銀を含まなくなっていた。4世紀中ごろに一連の Constantinian bronzes と呼ばれる硬貨が造幣されているが、その額面など詳細は不明であり論争が続いている。それらは AE1、AE2、AE3、AE4 と呼ばれ、AE1は最も大きく（直径27mm弱）、AE4は最も小さい（直径15mm程度）。

## 東ローマ帝国の硬貨

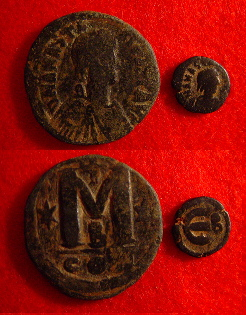
アナスタシウス1世の40ヌムス貨と5ヌムス貨

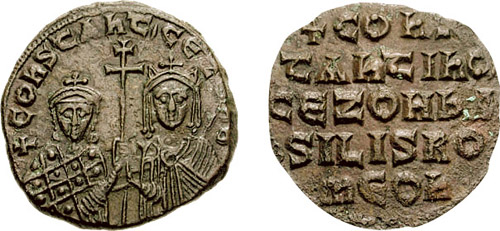
コンスタンティノス7世と母ゾエが描かれた硬貨

498年、アナスタシウス1世の通貨改革で発行されたフォリス貨は大型の青銅貨（40ヌムス相当）で、同時にギリシアの数字で額面を刻印した一連の青銅貨が発行された。アナスタシウス1世の40ヌムス硬貨は、1996年に発行されたマケドニア共和国の50デナール紙幣の表面に描かれている。
follis の訛った fals は、7世紀末ごろからウマイヤ朝およびアッバース朝初期に発行された青銅貨であり、当初は東ローマ帝国のフォリス貨をそのまま真似たものだった。